# Драй (река)
Драй — река в Белоруссии, протекает по территории Сморгонского района Гродненской области. Длина реки — 12 км. Площадь водосборного бассейна — 15 км². Является левым притоком реки Кужец.
Начинается между деревнями Лошаны (с юга) и Ласовичи (с севера). В верховьях течёт в общем северо-восточном направлении среди полей и перелесков через Синьки, Коты. В Котах на реке организован пруд площадью 0,12 км². Далее течёт по открытой местности по канализированному руслу на протяжении 5,3 км. Между деревнями Зарудичи и Вётхово впадает в Кужец. Уклон реки — 9,5 м/км.
Ширина реки в среднем течении — 8 м при глубине 2 м, в низовьях — 6 и 1,5 м соответственно. Дно песчаное.
Протекает по территории Ошмянских гряд.